# Manoel Afonso Júnior
Manoel Afonso Júnior (Maceió, 14 november 1991) is een Braziliaans voormalig voetballer die als aanvaller speelde.

## Carrière
Afonso begon zijn carrière in 2010 bij Agremiação Sportiva Arapiraquense en speelde tussen 2011 en 2018 voor Gamba Osaka, Académica Coimbra en Clube de Regatas Brasil.